# Pernois
Pernois est une commune française située dans le département de la Somme en région Hauts-de-France.

## Géographie

### Localisation
Pernois est un village picard de l'Amiénois proche du Ponthieu.
À vol d'oiseau, la commune est située à 5 km au sud-est de Domart-en-Ponthieu, 8 km au nord-est de Flixecourt, 9 km au sud de Bernaville, 16 km au sud-ouest de Doullens, 19 km au nord-ouest d'Amiens, 26 km au sud-est d'Abbeville et à 50 km au sud-ouest d'Arras.
Le territoire de la commune est limitrophe de ceux de sept communes.
Les communes limitrophes sont Berneuil, Berteaucourt-les-Dames, Canaples, Halloy-lès-Pernois, Fieffes-Montrelet, Saint-Léger-lès-Domart et Vignacourt.

### Relief, paysage, végétation
Le territoire communal domine la vallée de la Fieffe. Le village s'est construit à flanc de coteau, entre le plateau cultivé au nord et la vallée marécageuse de la Fieffe.

### Hydrographie

#### Réseau hydrographique
La commune est située dans le bassin Artois-Picardie. Elle est drainée par la Nièvre.
La Nièvre, d'une longueur de 22 km, prend sa source dans la commune de Naours et se jette  dans la Somme canalisée à L'Étoile, après avoir traversé 13 communes.

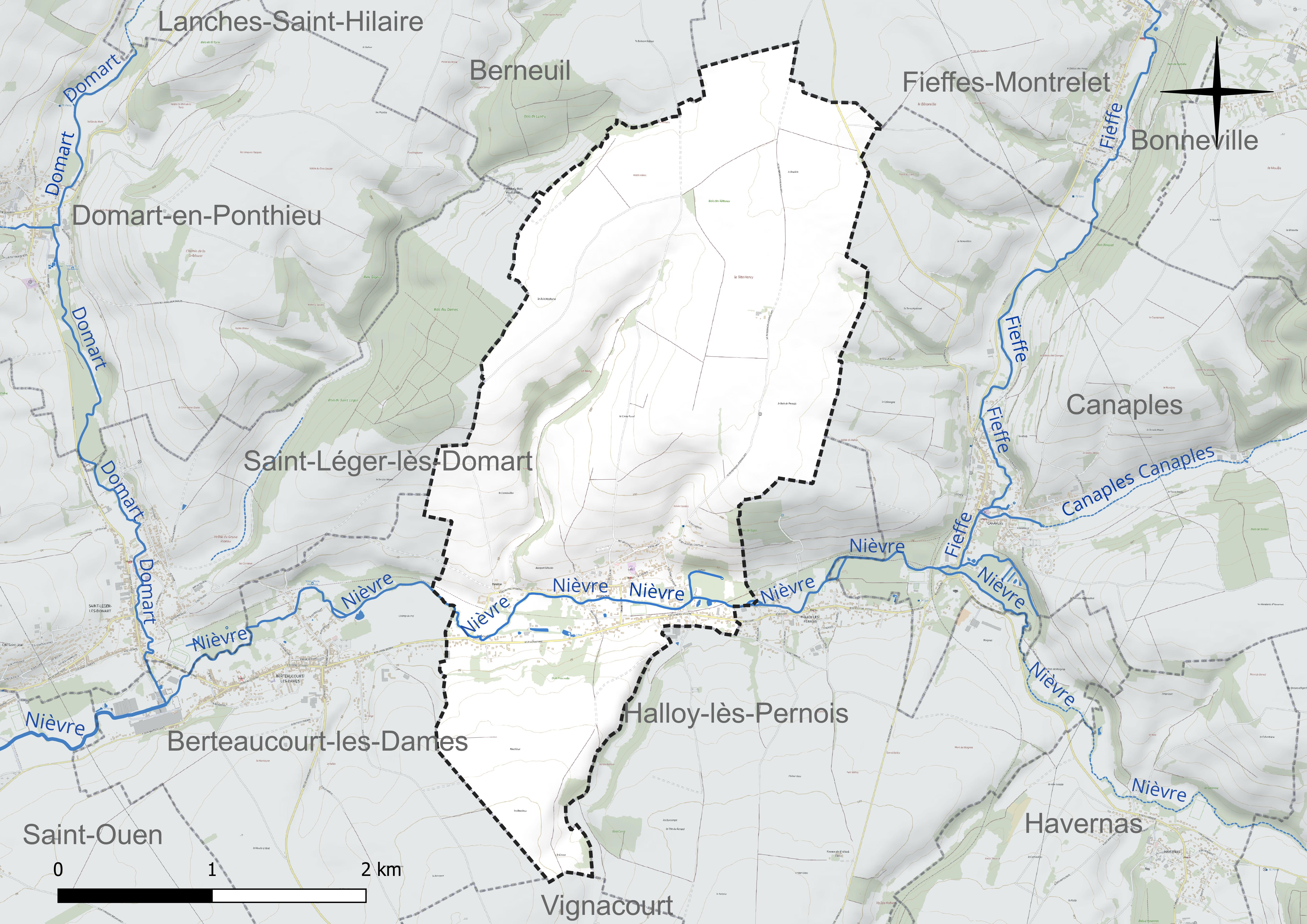
Réseau hydrographique de Pernois.

#### Gestion et qualité des eaux
Le territoire communal est couvert par le schéma d'aménagement et de gestion des eaux (SAGE) « Somme aval et Cours d'eau côtiers ». Ce document de planification concerne un territoire de 1 835 km2 de superficie, délimité par le bassin versant de la Somme canalisée. Le périmètre a été arrêté le 29 avril 2010 et le SAGE proprement dit a été approuvé le 6 août 2019. La structure porteuse de l'élaboration et de la mise en œuvre est le syndicat mixte d'aménagement hydraulique du bassin versant de la Somme (AMEVA).
La qualité des cours d'eau peut être consultée sur un site dédié géré par les agences de l'eau et l'Agence française pour la biodiversité.

### Climat
Pour des articles plus généraux, voir Climat des Hauts-de-France et Climat de la Somme.
En 2010, le climat de la commune est de type climat océanique dégradé des plaines du Centre et du Nord, selon une étude du CNRS s'appuyant sur une série de données couvrant la période 1971-2000. En 2020, Météo-France publie une typologie des climats de la France métropolitaine dans laquelle la commune est exposée à un climat océanique et est dans la région climatique Côtes de la Manche orientale, caractérisée par un faible ensoleillement (1 550 h/an) ; forte humidité de l'air (plus de 20 h/jour avec humidité relative > 80 % en hiver), vents forts fréquents.
Pour la période 1971-2000, la température annuelle moyenne est de 10,3 °C, avec une amplitude thermique annuelle de 13,4 °C. Le cumul annuel moyen de précipitations est de 770 mm, avec 12 jours de précipitations en janvier et 8,4 jours en juillet. Pour la période 1991-2020, la température moyenne annuelle observée sur la station météorologique la plus proche, située sur la commune de Bernaville à 9 km à vol d'oiseau, est de 10,4 °C et le cumul annuel moyen de précipitations est de 877,3 mm,. Pour l'avenir, les paramètres climatiques de la commune estimés pour 2050 selon différents scénarios d'émission de gaz à effet de serre sont consultables sur un site dédié publié par Météo-France en novembre 2022.

## Urbanisme

### Typologie
Au 1er janvier 2024, Pernois est catégorisée bourg rural, selon la nouvelle grille communale de densité à sept niveaux définie par l'Insee en 2022.
Elle appartient à l'unité urbaine de Saint-Léger-lès-Domart, une agglomération intra-départementale regroupant sept  communes, dont elle est une commune de la banlieue,,. Par ailleurs la commune fait partie de l'aire d'attraction d'Amiens, dont elle est une commune de la couronne,. Cette aire, qui regroupe 369 communes, est catégorisée dans les aires de 200 000 à moins de 700 000 habitants,.

### Occupation des sols
L'occupation des sols de la commune, telle qu'elle ressort de la base de données européenne d'occupation biophysique des sols Corine Land Cover (CLC), est marquée par l'importance des territoires agricoles (92,8 % en 2018), une proportion identique à celle de 1990 (92,8 %). La répartition détaillée en 2018 est la suivante : 
terres arables (79,9 %), zones agricoles hétérogènes (12,9 %), zones urbanisées (4,1 %), forêts (3,1 %). L'évolution de l'occupation des sols de la commune et de ses infrastructures peut être observée sur les différentes représentations cartographiques du territoire : la carte de Cassini (XVIIIe siècle), la carte d'état-major (1820-1866) et les cartes ou photos aériennes de l'IGN pour la période actuelle (1950 à aujourd'hui).

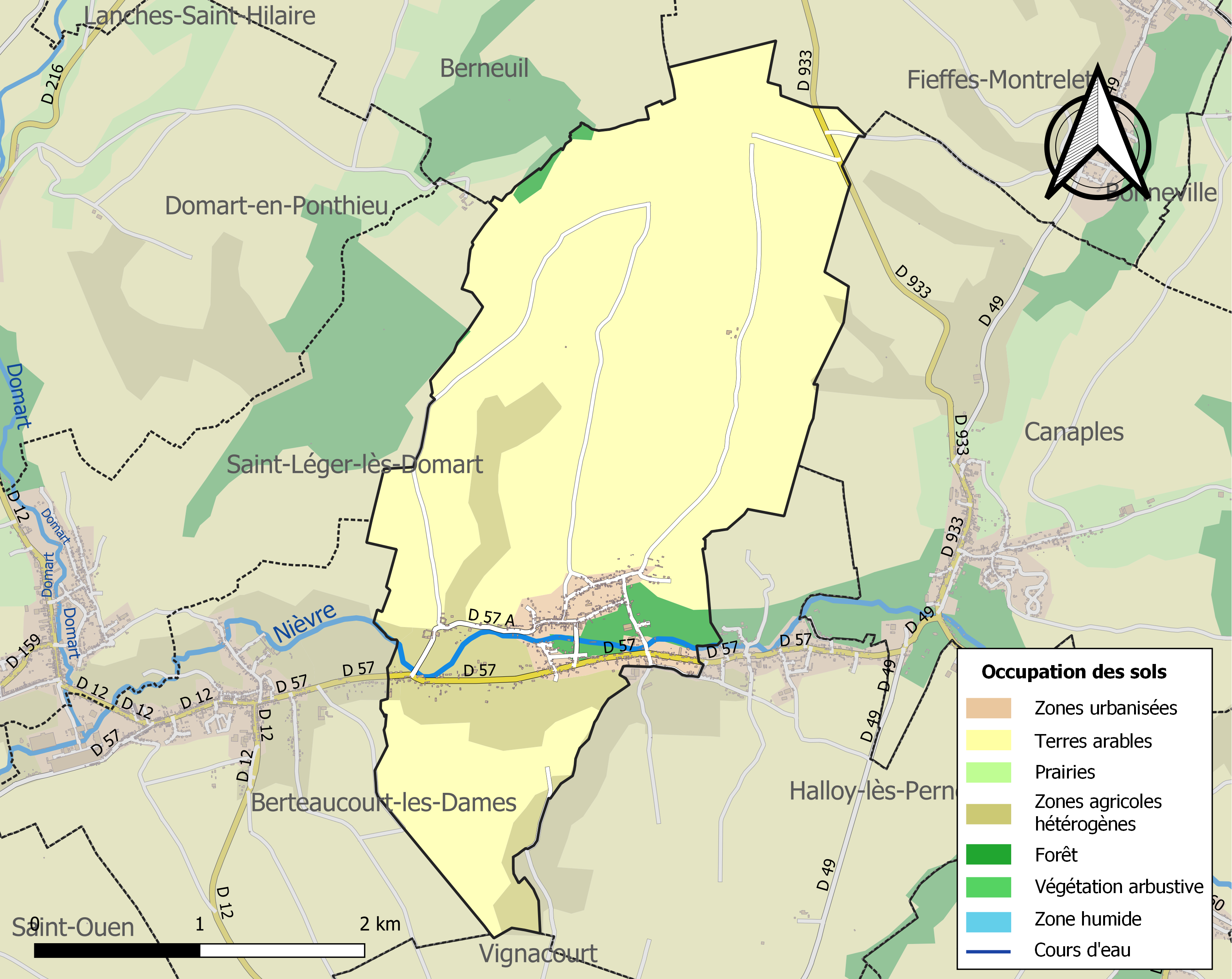
Carte des infrastructures et de l'occupation des sols de la commune en 2018 (CLC).

### Habitat
L'évêché d'Amiens a été propriétaire du village, les maisons se sont groupées autour de la résidence seigneuriale.
Le village est desservi par la rue d'en haut et la rue d'en-bas.

### Voies de communication et transports
La localité est desservie par la ligne d'autocars no 24 (Doullens - Domart-en-Ponthieu) et la ligne no 55 (Domart-en-Ponthieu - Amiens) du réseau inter-urbain Trans'80, Hauts-de-France, tous les jours sauf le dimanche et les jours fériés.

## Toponymie
Le nom de la localité est attesté sous les formes Petronutum (1088) ; Petronosa villa (113.) ; Perrenois (1141) ; Petroinosum (1150) ; Pernois (1176) ; Perenois (1202) ; Peernois (1203) ; Petronosum (1316) ; Peernoys (1301) ; Pernoys (1561) ; Pernoix (1561) ; Pernoy (1521) ; Bernoi (1743).

## Histoire

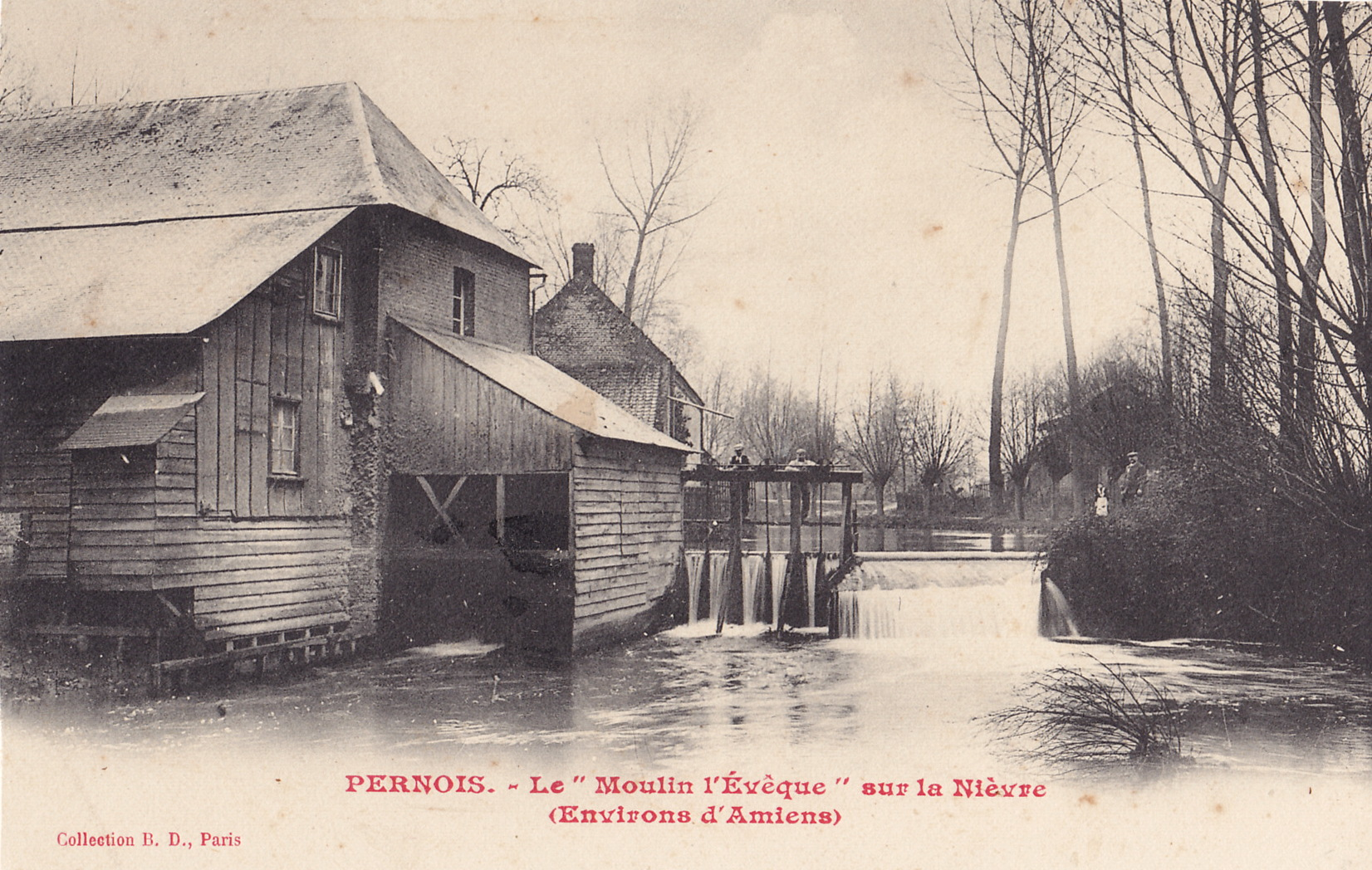
Le « Moulin l'Évêque », au début du XXe siècle.

Jusqu'au XVIIIe siècle, les évêques d'Amiens ont détenu le village. L'église a été reconstruite durant ce siècle, alors que deux moulins à eau étaient aménagés au fond de la vallée.
Au début du XIXe siècle, la culture du lin et du chanvre favorise l'installation d'un marchand de toile et de teinturiers qui valorisent la production locale des fileuses et des tisserands.
Dans les années 1860, les usines Saint s'installent dans la vallée de la Nièvre. L'industrie locale périclite, la population passe de 866 habitants en 1856 à 411 en 1911.
Au cours des années 1880, l'école des filles et la mairie sont installées dans une petite maison à deux portes.
Pendant la Première Guerre mondiale, un poste d'évacuation sanitaire britannique est installé dans la commune.
Le 27 juin 1944, un V1 s'écrase sur la maison de la garde-barrière. Une mère de famille et ses deux enfants trouvent la mort.
En 1960, la municipalité fait construire une nouvelle mairie-école. L'ancien bâtiment est aménagé en salle des fêtes.

## Politique et administration
| Période                                  | Période                      | Identité     | Étiquette | Qualité                                                                           |
| ---------------------------------------- | ---------------------------- | ------------ | --------- | --------------------------------------------------------------------------------- |
| Les données manquantes sont à compléter. |                              |              |           |                                                                                   |
| juin 1995                                | En cours (au 8 octobre 2020) | Éric Olivier |           | Vice-président de la CC Nièvre et Somme (2017 → ) Réélu pour le mandat 2020-2026, |

## Population et société

### Démographie
L'évolution du nombre d'habitants est connue à travers les recensements de la population effectués dans la commune depuis 1793. Pour les communes de moins de 10 000 habitants, une enquête de recensement portant sur toute la population est réalisée tous les cinq ans, les populations de référence des années intermédiaires étant quant à elles estimées par interpolation ou extrapolation. Pour la commune, le premier recensement exhaustif entrant dans le cadre du nouveau dispositif a été réalisé en 2007.

En 2022, la commune comptait 699 habitants, en évolution de −4,25 % par rapport à 2016 (Somme : −1,26 %, France hors Mayotte : +2,11 %).
| 1793 | 1800 | 1806 | 1821 | 1831 | 1836 | 1841 | 1846 | 1851 |
| ---- | ---- | ---- | ---- | ---- | ---- | ---- | ---- | ---- |
| 550  | 652  | 707  | 764  | 784  | 813  | 822  | 840  | 846  |

| 1856 | 1861 | 1866 | 1872 | 1876 | 1881 | 1886 | 1891 | 1896 |
| ---- | ---- | ---- | ---- | ---- | ---- | ---- | ---- | ---- |
| 866  | 831  | 846  | 774  | 724  | 650  | 618  | 575  | 549  |

| 1901 | 1906 | 1911 | 1921 | 1926 | 1931 | 1936 | 1946 | 1954 |
| ---- | ---- | ---- | ---- | ---- | ---- | ---- | ---- | ---- |
| 513  | 473  | 411  | 381  | 407  | 356  | 440  | 458  | 444  |

| 1962 | 1968 | 1975 | 1982 | 1990 | 1999 | 2006 | 2007 | 2012 |
| ---- | ---- | ---- | ---- | ---- | ---- | ---- | ---- | ---- |
| 433  | 430  | 416  | 508  | 634  | 645  | 707  | 716  | 722  |

| 2017 | 2022 | - | - | - | - | - | - | - |
| ---- | ---- | - | - | - | - | - | - | - |
| 735  | 699  | - | - | - | - | - | - | - |

### Enseignement
À la rentrée 2018, l'école primaire, maternelle et élémentaire compte 87 élèves. L'établissement dépend de l'académie d'Amiens.

## Culture locale et patrimoine

### Lieux et monuments
- Église vouée à saint Martin. Sa nef est estimée du XIIe siècle, son transept a été ajouté six siècles plus tard. Cet édifice a longtemps bénéficié de la protection des évêques d'Amiens qui possédaient une maison de campagne à Pernois[36].
- Le calvaire en métal, rue de l'église, jalonne l'accès au cimetière, déplacé de son emplacement original.

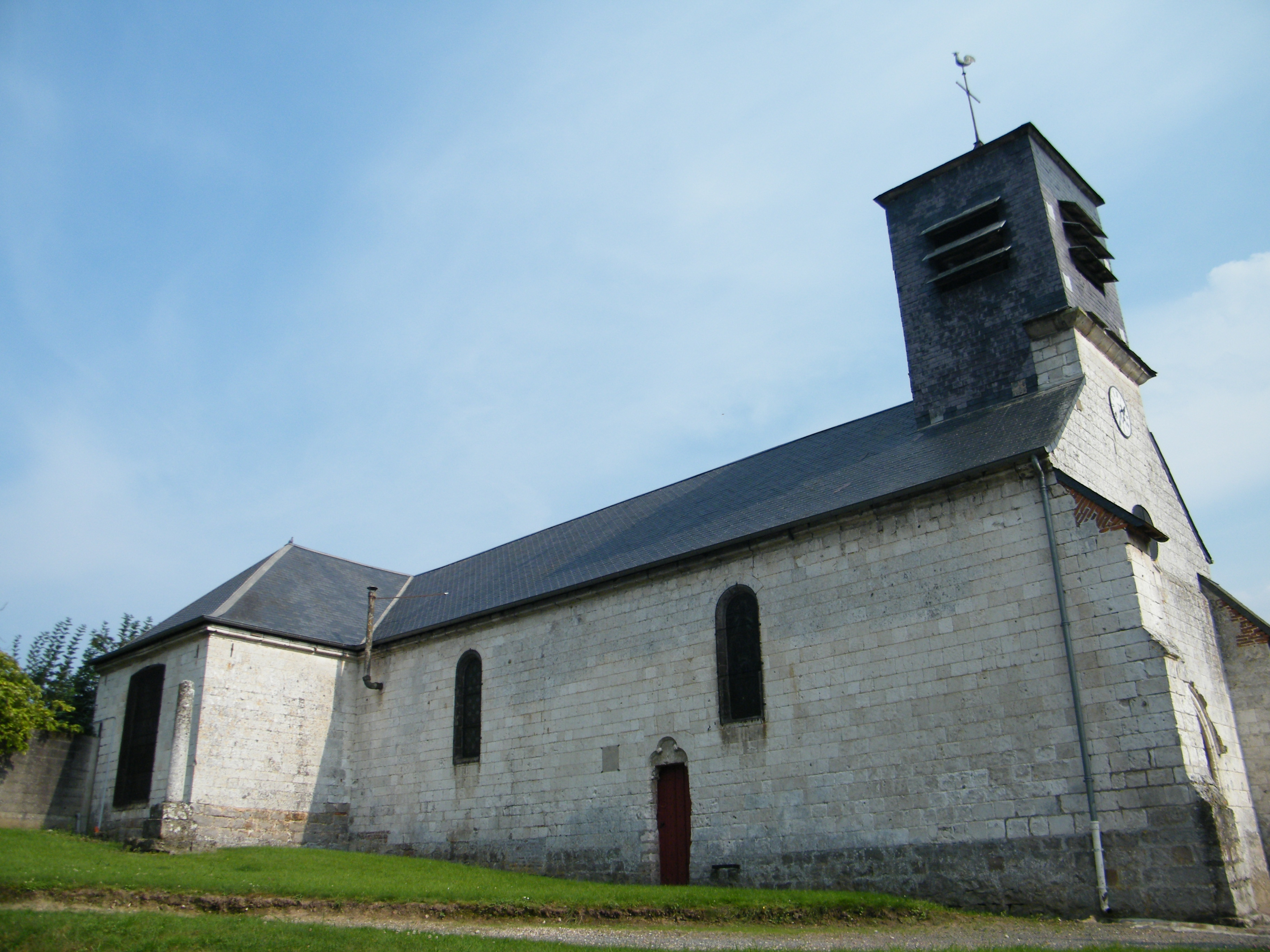
Saint-Martin.
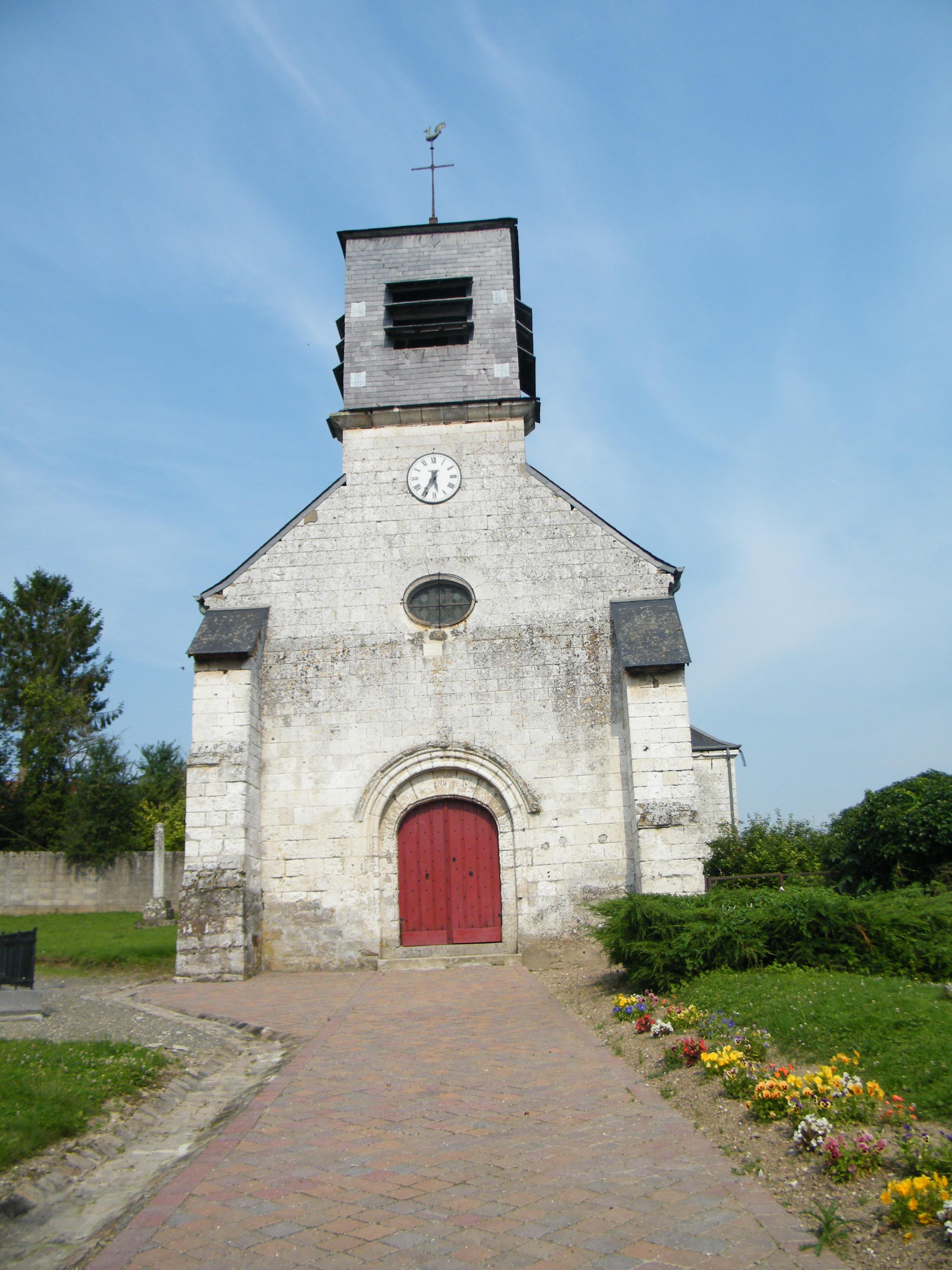
Vue du clocher.
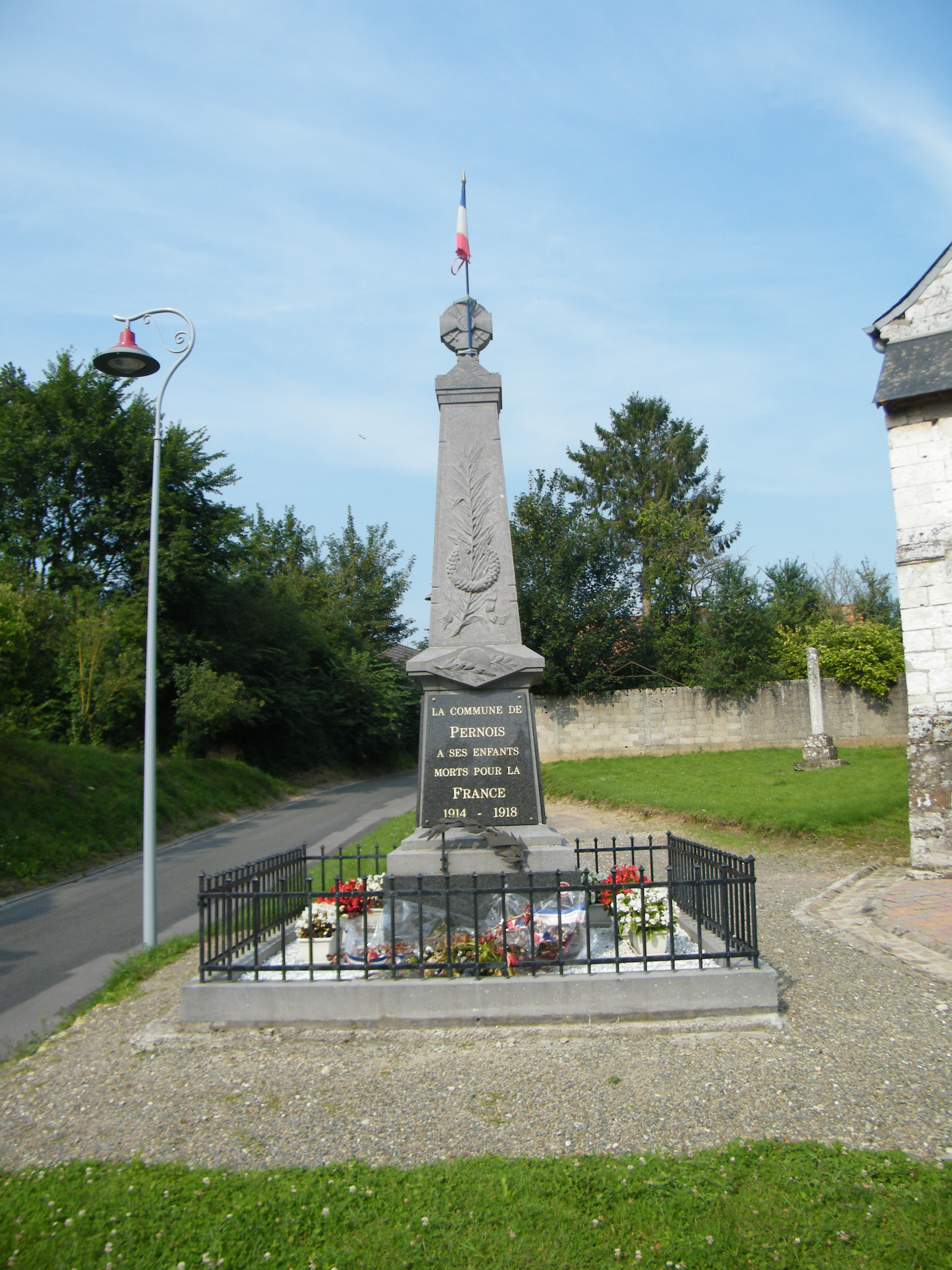
Monument aux victimes des guerres.

### Personnalités liées à la commune
- Dominique Philippe, artiste peintre né en 1947, a vécu à Pernois de 1984 à 1992.
- Robert de Clari, croisé et écrivain du XIIIe siècle

### Héraldique
| Blason de Pernois | Blason  | D'azur semé de trèfles d'or, à deux plumes adossées du même. |
| Blason de Pernois | Détails | Le statut officiel du blason reste à déterminer.             |